# Alfonso Ferrari Corbelli
Alfonso Ferrari Corbelli (fl. XIX secolo) è stato un politico italiano.
Nobile di vedute liberali e progressiste, fu presidente della Cassa di Risparmio di Reggio Emilia. Alle elezioni politiche del 1890 fu eletto deputato in rappresentanza dell'alleanza tra radical-socialisti e liberali crispini. Nel 1892 non fu rieletto.